# Otto Beyeler
Otto Beyeler (* 21. Juli 1926; † 20. September 2004) war ein Schweizer Skilangläufer.

## Werdegang
Beyeler, der für den SC Sangernboden und den SC Münsingen startete und als Holzfäller sowie als Landwirt tätig war, bestritt meist Patrouillenläufe und trat im Skilanglauf national erstmals in der Saison 1950/51 in Erscheinung. Dabei wurde er Berner Meister über 18 km und errang bei den Schweizer Skimeisterschaften 1951 in Adelboden den dritten Platz über diese Distanz. Zudem wurde er dort Vierter im 50-km-Lauf. In der folgenden Saison siegte er erneut bei den Berner Meisterschaften über 16 km und kam bei den Schweizer Meisterschaften 1952 in Le Brassus über diese Distanz auf den achten Platz. Beim Saisonhöhepunkt, den Olympischen Winterspielen 1952 in Oslo, belegte er den 15. Platz über 50 km. In den folgenden Jahren lief er bei den Schweizer Skimeisterschaften 1954 auf den dritten Platz über 50 km, bei den Schweizer Meisterschaften 1955 auf den siebten Rang über 50 km und bei den Schweizer Skimeisterschaften 1956 auf den sechsten Platz über 50 km. Zudem wurde er in den Jahren 1954, 1955, 1956 und 1957 Berner Meister über 18 km sowie 1957 ebenfalls in der Nordischen Kombination.